# Futbolo Klubas Šiauliai
L'FC Šiauliai (nome completo Futbolo Klubas Šiauliai), chiamato comunemente Šiauliai, è una società calcistica lituana con sede a Šiauliai. Milita nella A Lyga, la massima serie del campionato lituano.

## Storia
Il club venne fondato nel 2004.
di seguito, i cambi di denominazione della società:
- 2004: FK Šiauliai
- 2014: FC Šiauliai

Nella stagione 2008-2009, la squadra è stata allenata dal tecnico italiano Fabio Lopez.
2016. 1 ° febbraio, il club ha ufficialmente annunciato che avrebbe cessato le sue attività.

## Palmarès

### Competizioni nazionali
- Campionato della RSS lituana: 1

1974
- 1 Lyga: 1

2004

### Altri piazzamenti
- Campionato lituano:

Terzo posto: 2023
- Coppa di Lituania:

Finalista: 2012-2013
- Baltic League:

Semifinalista: 2010-2011

## Cronistoria
| Stagione | Livello | Divisione  | Posto | Fonte         |
| -------- | ------- | ---------- | ----- | ------------- |
| 2004     | 2.      | Pirma lyga | 1.    | [ 1 ] [ 2 ]   |
| 2005     | 1.      | A lyga     | 9.    | [ 3 ] [ 4 ]   |
| 2006     | 1.      | A lyga     | 8.    | [ 5 ] [ 6 ]   |
| 2007     | 1.      | A lyga     | 8.    | [ 7 ] [ 8 ]   |
| 2008     | 1.      | A lyga     | 7.    | [ 9 ] [ 10 ]  |
| 2009     | 1.      | A lyga     | 4.    | [ 11 ] [ 12 ] |
| 2010     | 1.      | A lyga     | 8.    | [ 13 ] [ 14 ] |
| 2011     | 1.      | A lyga     | 4.    | [ 15 ] [ 16 ] |
| 2012     | 1.      | A lyga     | 5.    | [ 17 ] [ 18 ] |
| 2013     | 1.      | A lyga     | 7.    | [ 19 ] [ 20 ] |
| 2014     | 1.      | A lyga     | 7.    | [ 21 ] [ 22 ] |
| 2015     | 1.      | A lyga     | 9.    | [ 23 ] [ 24 ] |
| 2016     | x       | x          | x     |               |